# 菲尔斯噬菌体科
菲尔斯噬菌体科（Fiersviridae），曾名光亮噬菌體科或光滑噬菌體科（Leviviridae）。

## 分类
菲尔斯噬菌体科下有185属，其中较重要的有：
- 肠杆菌噬菌体属（Emesvirus）
腸桿菌噬菌體MS2（Enterobacteria phage MS2）
- Qβ噬菌体属（Qubevirus）
Qβ噬菌体（bacteriophage Qbeta）